# Steinernema feltiae
Steinernema feltiae is een ongeveer 1,2 mm lange, endoparasitaire entomopathogene rondworm. Steinernema-soorten zijn obligate bodemorganismen. Er zijn zowel vrouwtjes als mannetjes. De rondwormen hebben geen phasmiden (eencellige bewegingscensoren).
Steinernema feltiae infecteert Bradysia-muggensoorten, oevervliegen, Frankliniella occidentalis (Californische trips), Drosophila melanogaster en Drosophila suzukii , taxuskever, fruitmotrupsen, Liriomyza spp., de larven van de tomaatmineermot, wortelluis en mycofage (schimmeletende) insecten zoals Lycoriella spp. (champignonmuggen) en bochelvliegen. De geïnfecteerde gastheer verkleurt geel tot lichtbruin en wordt slijmerig of droogt uit.
De infectieuze larven dringen de gastheer binnen via de natuurlijke openingen, waarna de symbiontische bacteriën van het geslacht Xenorhabdus, die in een speciale structuur van de rondworm voorkomen, vrijkomen. Het meeste komt Xenorhabdus nematophilus voor. Deze bacteriën vermenigvuldigen zich in de hemolymfe en doden de gastheer met hun toxine meestal binnen 24 - 48 uur. De rondwormen produceren proteasen, die het weefsel van de gastheer afbreken. Het vrouwtje kan in de gastheer tot 200 eieren leggen. Als er te weinig voedsel is ontwikkelen de eieren zich in het lichaam van de vrouwelijke rondworm, waarna deze door de groeiende infectieuze larven wordt leeg gegeten. In de gastheer vinden een tot meerdere generaties rondwormen plaats. Steinernema feltiae heeft vier larvale stadia (L1, L2, L3 en L4) voorafgaand aan het volwassen stadium.
Als het voedsel van de gastheer opraakt, worden infectieuze L2-larven geproduceerd, die de dode gastheer verlaten en die weer nieuwe gastheren kunnen infecteren. De infectieuze larven zijn 1 - 0,7 mm lang en hebben een vernauwde farynx, de dubbele dikte van een normale cuticula en een toename van lipidedruppeltjes in hun cytoplasma Hun mond en anus zijn afgesloten. Wanneer een infectieuze larve een geschikte gastheer tegenkomt zwelt zijn kop op, opent zijn mond en zet het spijsverteringskanaal uit.
Steinernema feltiae wacht niet alleen in een hinderlaag op een gastheer, maar zoekt ook actief naar gastheren. Als de rondworm in een hinderlaag ligt beweegt zijn lichaam niet, dit in tegenstelling tot sommige andere Steinernema-soorten, die rechtop staan en heen en weer bewegen.

## Biologische bestrijding
Kwalitatief goede infectieuze larven hebben vaak hoge lipideniveaus, waardoor hun lichaam er onder een microscoop donker uitziet. Bijna transparante infectieuze larven zijn vaak actief, maar bezitten een laag infectievermogen. De gastheer wordt bruin of donkerbruin.
Steinernema feltiae wordt bij de biologische bestrijding van de eikenprocessierups gebruikt. Verder kunnen ze ingezet worden voor de biologische bestrijding van plantenparasitaire aaltjes, zoals wortelknobbelaaltjes. De rondwormen zijn zeer gevoelig voor UV-licht en moeten dus niet in direct zonlicht gebruikt worden. Daarom moeten behandelingen met deladbespuitingen tegen trips 's avonds uitgevoerd worden en de bestrijding van de eikenprocessierups bij voorkeur 's nachts. Er zijn diverse bedrijven in binnen- en buitenland die deze rondworm kweken en in de handel brengen.

## Vermeerdering
Voor de vermeerdering van Steinernema feltiae wordt vaak de grote wasmot gebruikt. Een geïinfecteerde grote wasmot kan 30.000 tot 50.000 infectieuze larven opleveren.